# لاسانا دوکور
لاسانا دوکور (انگلیسی: Lassana Doucouré؛ زادهٔ ۲۴ سپتامبر ۱۹۸۸) بازیکن فوتبال اهل فرانسه است.